# Полосатокрылый настоящий печник
Полосатокрылый настоящий печник (лат. Furnarius figulus) — вид птиц из семейства печниковых. Выделяют два подвида.

## Распространение
Эндемики Бразилии. Ареалы подвидов разделены расстоянием в 1000 км. При этом обсуждается возможность того, что подвид pileatus может представлять собой отдельный вид птиц, хотя и не слишком отличных от представителей номинативного подвида. Ареал последнего, при этом, в последнее время расширяется на юг.

## Описание
Длина тела 15—16 см, вес 28 г. Мелкие печники с довольно длинным, почти прямым клювом.

## Биология
Питаются насекомыми, другими членистоногими и моллюсками — то есть, любой добычей, обнаруживаемой путем переворачивания камней и сора. Строят гнездо размером с чашку в защищенных местах из травы и растительных волокон.

## Охранный статус
МСОП присвоил виду охранный статус LC.